# Euthalia aconthea
Euthalia aconthea es una especie de mariposa de la familia Nymphalidae (subfamilia Limenitidinae).

## Subespecies
- Euthalia aconthea abangae
- Euthalia aconthea aconthea
- Euthalia aconthea aditha
- Euthalia aconthea bangkana
- Euthalia aconthea bongaoensis
- Euthalia aconthea daika
- Euthalia aconthea garuda
- Euthalia aconthea kangeana
- Euthalia aconthea kwangtungensis
- Euthalia aconthea linggana
- Euthalia aconthea nemorivaga
- Euthalia aconthea obatrata
- Euthalia aconthea pahana
- Euthalia aconthea sibutana

## Distribución
Esta especie de mariposa se distribuye en la India, excepto en los tramos del desierto y los rangos más altos de la cordillera del Himalaya, se encuentra distribuida además en Assam, Birmania, Tenasserim y Sumatra.

## Condiciones de vida

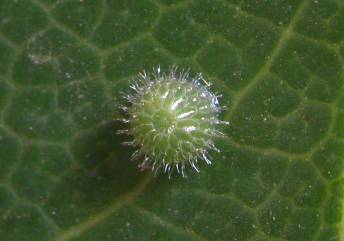
Huevo de Euthalia aconthea

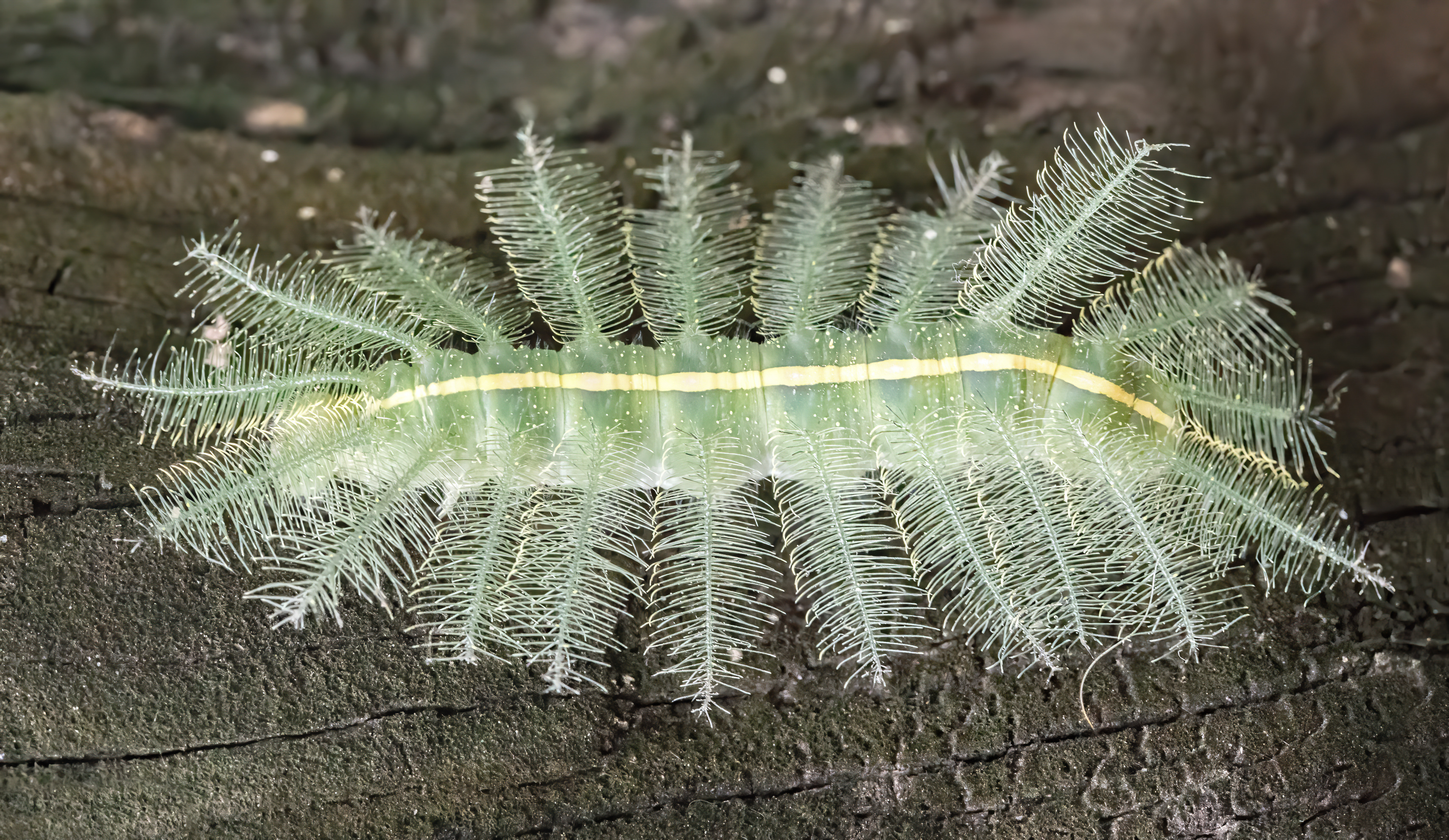
Oruga de Euthalia aconthea

La pupa es de color verde y cuadrangular y se encuentra especialmente en el mango donde se trata a veces como una plaga menor.